# Marinos Uzunidis
Marinos Uzunidis (ur. 10 października 1968 w Aleksandropolis) – grecki trener i piłkarz.